# Alfonso de Zamora
Alfonso de Zamora (auch: Alfonso de Arcos; * 1476 in der Provinz Zamora; † 1544) war ein spanischer jüdischer Gelehrter, Rabbiner und Theologe, der zum Christentum konvertierte.

## Leben und Wirken
Er wurde in der Provinz von Zamora, Provincia de Zamora geboren, wo er eine exzellente Ausbildung in Exegese, hebräischer Grammatik, Prosodie und Kalligraphie erhielt. Mit achtzehn Jahren wurde er gezwungen die jüdische Religion aufzugeben. Dies geschah aufgrund des Alhambra-Edikts, Decreto de la Alhambra oder auch bekannt als Edicto de Granada (hebräisch גירוש ספרד Gerush Sfarad) hiernach wurde am 31. März 1492 mittels des Erlasses eine Vertreibung der Juden aus allen Territorien der Krone von Kastilien und der Krone von Aragón bis zum 31. Juli des Jahres angeordnet, sofern sie bis dahin nicht zum Christentum übergetreten waren (Converso).
Zunächst verweilte er mit seinem Vater, Rabbi Juan de Zamora, für kurze Zeit im Ausland. Nach Rückkehr der Familie im Jahre 1506 und deren Taufe, arbeitete der Vater als Schuhmacher.
Wegen seiner jüdischen Herkunft schickte er seinen Sohn Alfonso wahrscheinlich auf die angesehene hebräische Schule in Zamora. Später lernte Alfonso auch Latein, Griechisch und Aramäisch. Nachdem er sein Studium beendet hatte, lehrte er an der Universität Salamanca Hebräisch. Seine Sprachkenntnisse sollten den Bibelgelehrten späterhin in ganz Europa zugutekommen.
Denn im Jahre 1512 erhielt Alfonso de Zamora an der neugegründeten Universität, der Universität Alcalá, in Alcalá de Henares den Lehrstuhl ebenfalls für Hebraistik. Da Zamora zu den führenden Gelehrten seiner Zeit gehörte, wollte ihn Kardinal Jiménez de Cisneros, der Gründer der Universität, für die Mitarbeit an der Complutensischen Polyglotte, Biblia políglota complutense gewinnen. Als sechsbändige Monumentalwerk wurde im Satzspiegel ein Spaltensatz verwendet, der die unterschiedlichen Sprachen in Kolumnen nebeneinander stellte; eine Bibel in Hebräisch, Griechisch, Latein und teilweise in Aramäisch.

## Werke
- Introductiones Artis grammatice Hebraice nunc recenter edite. In Academia Complutensi. In aedibus Michaelis de Eguia, 1. Mai 1526.

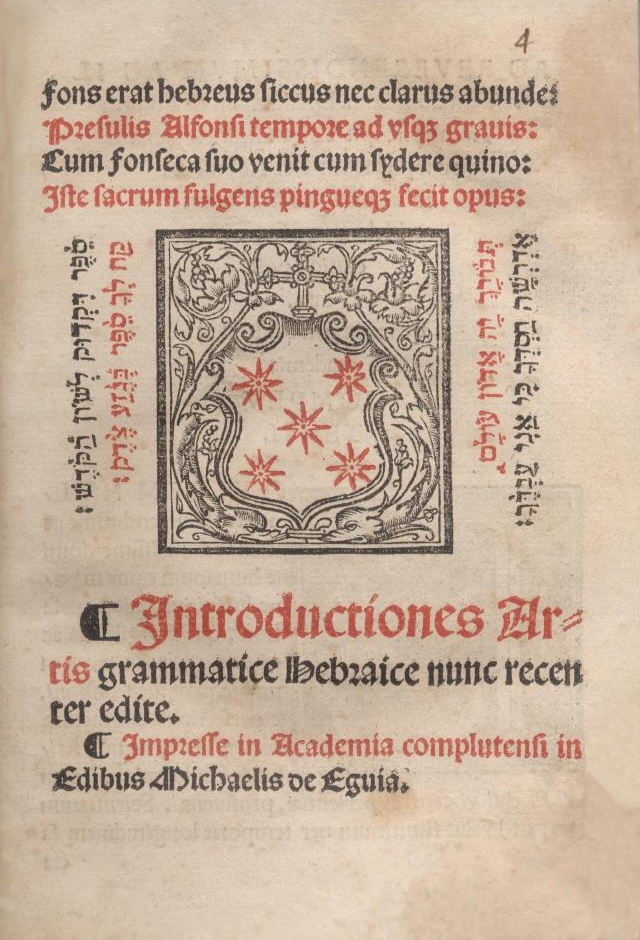
Introductionis artis Grammaticae hebraica (1526).